# مقاطعة كوستير (أيداهو)
مقاطعة كوستير (بالإنجليزية: Custer County)‏ هي إحدى مقاطعات ولاية أيداهو في الولايات المتحدة الأمريكية.